# Charles Winkler
Pour les articles homonymes, voir Winkler.
Charles Winkler est un acteur, réalisateur, producteur et scénariste américain. Il est le fils d'Irwin Winkler et Margo Winkler (en).

## Filmographie

### Acteur
- 1996 : Red Ribbon Blues (en) de Charles Winkler : l'homme au fusil
- 2006 : Traque sur Internet 2.0 de Charles Winkler : employé de l'ambassade

### Réalisateur
- 1987 : You Talkin' to Me? (en)
- 1990 : Delirium
- 1994 : Alerte à Malibu - Saison 5 épisode 8
- 1996 : Red Ribbon Blues (en)
- 1999 : Rocky Marciano (en)
- 1999 : TV Business (en) - Saison 1 épisodes 4, 14
- 2000 : Les Chemins de l'étrange - Saison 1 épisode 15
- 2000 : Au-delà du réel : L'aventure continue - Saison 6 épisode 15
- 2000 : L'Invincible - Saison 1 épisode 12
- 2000 : TV Business (en) - Saison 2 épisodes 16, 18
- 2003 : Jeremiah - Saison 2 épisode 3
- 2005 : Shackles (en)
- 2006 : Traque sur Internet 2.0
- 2009 : Streets of Blood
- (Prochainement) : Into the Blue 2[réf. nécessaire]
- (Prochainement) : Microwave Park[réf. nécessaire]

### Scénariste
- 1987 : You Talkin' to Me? (en) de Charles Winkler
- 1990 : Delirium de Charles Winkler
- 1996 : Red Ribbon Blues (en) de Charles Winkler

### Producteur
- 2006 : Rocky Balboa de Sylvester Stallone
- 2018 : Creed 2 de Steven Caple Jr.
- 2022 : Creed 3 (Creed III) de Michael B. Jordan
- 2025 : The Alto Knights de Barry Levinson

### Réalisateur de seconde équipe
- 2006 : Rocky Balboa de Sylvester Stallone